# Gerda Schlerth
Gerda Schlerth - geborene Braun (* ca. 1924; † November 1972) war eine deutsche Tischtennisspielerin. Sie wurde 1961 Zweite bei Nationalen Deutschen Meisterschaften und mit der Damenmannschaft des TSV Union Wuppertal zwei Mal deutscher Meister.

## Werdegang
Gerda Schlerth war eine Schwester von Kurt Braun und die Schwiegermutter von Klaus Solka. Nach dem Zweiten Weltkrieg spielte sie zunächst beim Verein TSV Union Wuppertal. Mit dessen Damenmannschaft wurde sie 1949 und 1950 Deutscher Meister. Bei den Nationalen Deutschen Meisterschaften kam sie 1955 an der Seite von Kurt Braun im Mixed bis ins Halbfinale. 1961 wurde sie im Doppel mit Isolde Woschee Zweiter.
Mehrere Titel gewann Gerda Schlerth bei Meisterschaften des Westdeutschen Tischtennisverbandes (WTTV):
- 1951 im Doppel mit Grete Schardt
- 1953, 1955 und 1956 im Mixed mit Kurt Braun
- 1957 im Einzel und im Doppel mit Erika Weskott
- 1961 im Doppel mit Isolde Woschee

Dazu kommen weitere Titel in westdeutschen Seniorenturnieren.
1955 verließ sie den Verein TSV Union Wuppertal und wechselte zum TTC Barmen, wo sie bis 1958 blieb. Später spielte sie für den Verein TTC Blau Gelb Krefeld, den sie 1964 Richtung TTV Essen-West verließ, wo sie zusammen mit ihrer Tochter Marion in der Landesliga spielte. 1967 trat sie mit dem Verein Post SV Köln in der Oberliga an, um 1970 spielte sie beim ESV Wuppertal-Ost.